# Mascotes 2
Mascotes 2 (títol original: The Secret Life of Pets 2) és una pel·lícula estatunidenca en 3D d'animació per ordinador i comèdia de 2019 produïda per Illumination, codirigida per Chris Renaud i per Jonathan del Val, i escrita per Brian Lynch. És la seqüela de Mascotes (2016) i la segona pel·lícula de la franquícia. El film compta amb les veus de Patton Oswalt (que reemplaça a Louis C.K.), Kevin Hart, Eric Stonestreet, Jenny Slate, Tiffany Haddish, Lake Bell, Nick Kroll, Dana Carvey, Ellie Kemper, Chris Renaud, Hannibal Buress, Bobby Moynihan i Harrison Ford.
La pel·lícula va ser estrenada als Estats Units el 7 de juny de 2019, de la mà d'Universal Pictures. Va rebre crítiques de tota mena per part dels crítics i va recaptar 425 milions de dòlars a escala mundial.
Ha estat doblada i subtitulada al català. Es troba al catàleg de Netflix, però a 2023 no s'ofereix ni subtitulat ni doblat al català.